# Monestiés
Monestiés är en kommun i departementet Tarn i regionen Occitanien i södra Frankrike. Kommunen ligger i kantonen Monestiés som tillhör arrondissementet Albi. År 2022 hade Monestiés 1 385 invånare.

## Befolkningsutveckling
Antalet invånare i kommunen Monestiés
| Referens: INSEE |